# London Bullion Market
Il London Bullion Market è il mercato di Londra dedicato all'oro e all'argento. Spesso viene erroneamente confuso con il London Metal Exchange, nel quale vengono trattati i metalli non ferrosi ad eccezione dell'oro e dell'argento che sono appunto scambiati dai membri della London Bullion Market Association supervisionati dalla Bank of England. La maggior parte dei membri sono le maggiori banche internazionali o i venditori e trasformatori di lingotti. I cinque membri dell'LBMA si incontrano due volte al giorno per fissare il prezzo dell'oro in un processo conosciuto come London Gold Fixing.
L'oro è contrattato in prima istanza sul mercato over the counter (OTC) con scambi limitati sul New York Mercantile Exchange (NYMEX) e sul Tokyo Commodity Exchange (TOCOM). Questi forward contract sono denominati Gold futures contracts.

## Dimensioni del mercato
Sebbene il mercato fisico dell'oro e dell'argento sia distribuito in tutto il globo, la maggior parte del mercato globale dell'oro e dell'argento ha luogo nel mercato over the counter. Londra è di gran lunga il più grande centro mondiale di transazioni OTC, seguito da New York, Zurigo e Tokyo.

Il volume d'affari dell'LBMA nel dicembre del 2004 era pari a 15,4 milioni di once di oro (480.000 kg) pari a 6,7 miliardi di dollari e 102,2 milioni di once d'argento (3.180.000 kg) pari a 730 milioni di dollari. Questo sta a significare che l'LBMA muove un giro d'affari pari alla capacità annuale di estrazione mineraria dell'oro ogni 5,4 giorni e lo stesso vale per l'argento ogni 5,8 giorni.

## Valuta digitale metallica
Nell'Era dell'Informazione nuove divise si sono sviluppate a partire dall'oro. Per esempio, GoldMoney ha creato il goldgram. Ogni goldgram nell'archivio online di GoldMoney può essere trasferito tra gli utenti ed è finanziato da un grammo d'oro detenuto in tutti i caveau del mondo che soddisfano gli standard del London bullion market (LBMA). L'oro è assicurato da Lloyd's di Londra ed è controllato da Deloitte & Touche. Come risultato, sono stati eliminati molti dei rischi di utilizzare l'oro come valuta nelle transazioni quotidiane. Nonostante le valute digitali in oro non siano ampiamente diffuse, sono molto efficienti e potrebbero diventare la divisa dominante nel futuro.